# エルドラドゲートシリーズ
エルドラドゲートシリーズは、カプコンから発売されたドリームキャスト用ロールプレイングゲームのシリーズ作品。1巻につき複数話分を収録しており全18話構成になっている。1話につき2時間から3時間を目安にクリアできるように設定されている。ネットワークサービスに対応していた。キャラクターデザインは天野喜孝。
十二に分かれた「鬼神」の魂を持った者たちが様々な冒険の果てに集うという、オーソドックスでありながら様々なヒューマンドラマを兼ねたシナリオであり、必ずしも主人公側の勧善懲悪とはならないのも特徴。

## シリーズ作品
- 2000年
  - 10月10日 - エルドラドゲート第1巻（2,800円）。1 - 3話収録。
  - 12月12日 - エルドラドゲート第2巻（2,800円）。4 - 6話収録。

- 2001年
  - 2月2日 - エルドラドゲート第3巻（2,800円）。7 - 8話収録。
  - 4月12日 - エルドラドゲート第4巻（2,800円）。9 - 11話収録。
  - 6月6日 - エルドラドゲート第5巻（2,800円）。12 - 14話収録。
  - 8月8日 - エルドラドゲート第6巻（2,800円）。15 - 16話収録。
  - 10月10日 - エルドラドゲート第7巻（2,800円）。17 - 18話収録。

## システム
本作の特徴的なシステムとしては以下の点が挙げられる。
装備属性
武器と防具ごとに属性があり、全く同じ装備でも属性の違いによりダメージの増減が起こる。このため、複数の装備を購入することが攻略の肝となる。合成などで属性を変えることも可能。
魔晶石調合
魔晶石というアイテムを購入することにより魔法が使えるようになるが、この時、複数の魔晶石を合わせることでより強力な魔法や、追加効果を得ることが可能になる。
周回プレイ
章毎に周回プレイができ、アイテムの入手や隠しボスなどと戦える。また、周回プレイでないと手に入らないアイテムも存在する。
隠し部屋
フィールドマップ上で隠されたステージがあり、アイテムなどが取れる他、デ・ジ・キャラットやあーみんなど別会社によるコマーシャルイベントが見られる。

## キャラクター
ゴメス
物語の主人公。酒に弱く乱暴だが、情に厚く曲がったことの嫌いな熱血漢の大男。
カナン
貧しさから盗みを働いたことにより投獄された少女。呪われた仮面の力により苦難の道を歩む。
ラディア
大泥棒の父が処刑され、天涯孤独となった少女。盗みの才能は受け継がれており、町を騒がす。
バド
新発見された獣人という種族の少年、獣人狩りにより全てを失い復讐心に囚われる。
エリシン
女好きで気障な美形の青年。貴族の令嬢との結婚を認めてもらうため、旅に出る。
アイン
遺跡から発掘された人造人間。主人と認めた人物に忠実に従い、自身の死さえ厭わない。
パメラ
記憶喪失の女性。自身の記憶を取り戻すため、失われた記憶が詰められた箱を捜し求める。
ミーマ
少しわがままな幼い女の子。町に流行った病気を治すため、妖精を捕まえにいく。
マンマ
大食いの少年。ある事件をきっかけに町を焼かれ、ゴメスたちに助けられる。
ギギ
鬼神と対立する聖騎士団の女性。ゴメスたちと真っ向から敵対する。
ソフィ
モンスターを捕獲できる能力を持った女性。気が強く、そのためにトラブルに巻き込まれる。
ラドー
少し軽い青年。「デビル団」という組織を作り、町の自警を行っている。
バントロス
胡散臭い口調の小男、十二に別れた鬼神の魂を持つゴメスたちを集める。
ガブリ
鬼神に組する小動物。プレイヤーたちの助けとなる。

## 主なスタッフ
- キャラクターデザイン：天野喜孝
- 脚本：フラグシップ（いしぜきひでゆき、酒井直行、上原正三、鷺山京子、神戸一彦、杉村升、曽田博久、宮下隼一、中本博通、吉川次郎、宮城季詩子）
- 世界設定：河野成寛、本田光
- イベントディレクター：辻理
- 音楽：辻邦博
- ミュージックディレクター：堀山俊彦
- ディレクター：ばんぶう（竹中善則）
- プロデューサー：竹下博信
- ゼネラルプロデューサー：三並達也
- エグゼクティブプロデューサー：岡本吉起

## 評価
第1巻はGameSpotでは6.7/10のスコアで、RPG初心者でも遊びやすく価格も手頃とした他、グラフィックを賞賛した。IGNは7.9/10のスコアでストーリーは時間を制限しているのか話が急ではあるがゲームシステムは上手く機能しているとした他、グラフィックを賞賛した。
第5巻はファミ通DCクロスレビューで7、7、7の21点。レビュアーは安定したつくりでファンにとっては遊びやすい、テンポよく進んで手軽に遊べるバラエティ豊かなシナリオ、良好な操作環境、シリーズをプレイした者ならバドのシナリオは見ごたえたっぷりと賞賛した。